# JayR Tinaco
JayR Tinaco est un acteur australien, né le 5 janvier 1989 à Sydney dans la Nouvelle-Galles du Sud.

## Biographie

### Jeunesse
JayR Tinaco est né à Sydney dans la Nouvelle-Galles du Sud et grandit dans le Queensland. Il est d’origine philippine.

### Carrière
En 2009, JayR Tinaco décroche son premier rôle à la télévision en interprétant un étudiant piégé dans deux épisodes de la série australienne Summer Bay (Home and Away).
Entre 2012 et 2015, il figure dans des courts métrages tels que Your Life Again de Simone Pietro Felice, Showboy de Samuel Leighton-Dore, dans lequel il tient le rôle de la drag queen, et The Wake de Leigh Joel Scott.
En 2016, il apparaît dans deux épisodes de la série australienne Rake.
En septembre 2018, il rejoint Katee Sackhoff, Tyler Hoechlin, Justin Chatwin, Samuel Anderson et Elizabeth Ludlow dans la série américaine Another Life. Il y est Zayn Petrossian, le médecin militaire à bord du « Salvare », diffusée en 2019 sur Netflix. Parlant de son personnage, il en est ravi : « un rôle important » parce que son histoire dans la série ne prononce ni le coming out ni le sexe. Même année, il apparaît comme hôte du restaurant dans le film australien Always Be My Maybe de Nahnatchka Khan.
Il joue aussi dans la série Space Force diffusée sur Netflix.

### Vie privée
JayR Tinaco fait partie d’une des personnalités importantes sur Instagram et lutte pour la communauté LGBT. Sur son compte Instagram, indique être non binaire, utilisant les pronoms « they » ou « he ».

## Filmographie

### Films
- 2015 : La Dernière Vague (Drown) de Dean Francis : Dan
- 2019 : Always Be My Maybe de Nahnatchka Khan : l’hôte du restaurant

### Courts métrages
- 2012 : Your Life Again de Simone Pietro Felice : Alan
- 2014 : Showboy de Samuel Leighton-Dore : la drag queen
- 2015 : The Wake de Leigh Joel Scott : Jacob

### Séries télévisées
- 2009 : Summer Bay (Home and Away) : un élève piégé (2 épisodes)
- 2016 : Rake : Qi (2 épisodes)
- depuis 2019 : Another Life : Zayn Petrossian (20 épisodes)
- depuis 2020 : Space Force : Dr. Xyler